# Vercors (scrittore)
Vercors, pseudonimo di Jean Marcel Adolphe Bruller (Parigi, 26 febbraio 1902 – Parigi, 10 giugno 1991), è stato uno scrittore e illustratore francese.
Divenne celebre in campo letterario con Il silenzio del mare (Le Silence de la mer, 1942), un'opera di grande successo. Dopo di esso pubblicò Il cammino verso la stella (La Marche à l'étoile, 1943) e, nel 1946, un altro breve romanzo, Le armi della notte, che si richiamava a un episodio della seconda guerra mondiale. Nel 1952 scrisse Animali snaturati (Les Animaux dénaturés) e successivamente altri testi di narrativa, saggistica e teatro, sempre animati dall'interesse per problemi morali ed esistenziali.

## Biografia

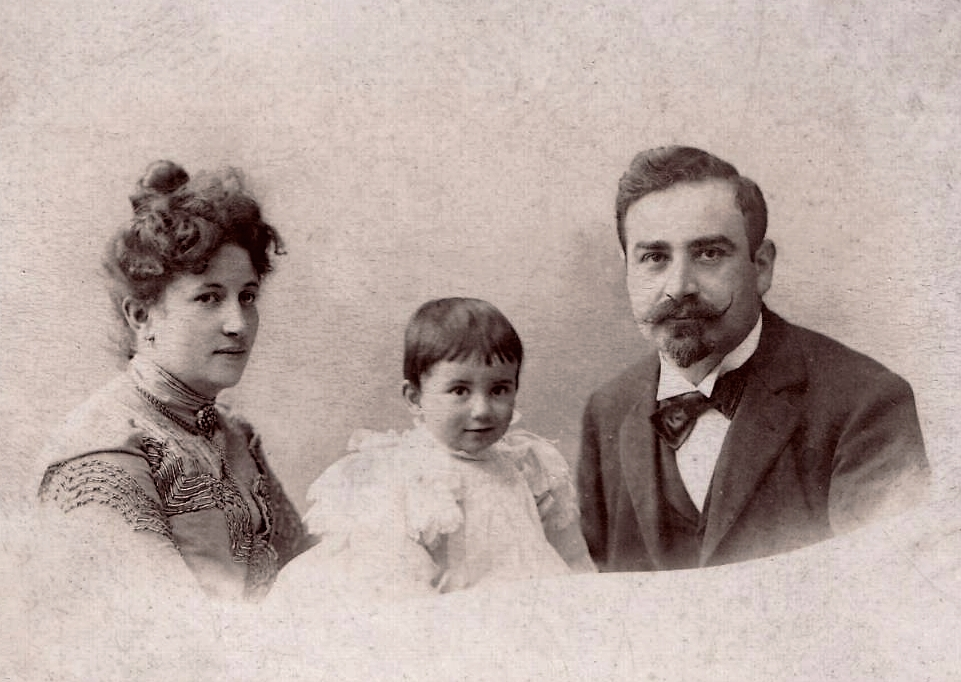
Jean Bruller con i genitori nel 1905 circa.

Figlio di Louis Bruller, un editore di origine ungherese (sui documenti di nascita Jean fu registrato come Brüller, ma per tutto il resto della sua vita si firmò Bruller) e di Ernestine Bourbon, francese, fu indirizzato dai genitori agli studi di ingegneria che seguì mansuetamente senza manifestare troppo interesse e si diplomò ingegnere elettrico presso l'École Bréguet di Parigi. Dopo avere scoperto la sua spiccata attitudine al disegno cominciò a pubblicare album di disegni satirici e a illustrare libri per bambini con il nome di Jean Bruller.
La sua prima opera significativa, 21 ricette di morte violenta (21 recettes de mort violente), era stata pubblicata nel 1922 a spese dell'autore e fu ristampata successivamente da Tchou (Parigi, 1977). Dopo essersi innamorato di una fanciulla che non ricambiava le sue avance, in questo primo album di autocaricature Vercors aveva voluto prospettare ventuno minacce di suicidi incredibili e spettacolarmente goffi al fine di smuovere la ragazza ritrosa. Non gli riuscì di conquistarla, ma l'album aveva suscitato il riso di tutti coloro che lo sfogliavano e decise quindi di pubblicarlo.
Da giovane si definì ”un ragazzo molto più preoccupato della piega dei suoi pantaloni e della marca delle sue scarpe che non di quello che gli capitava intorno fino al 1923”. In quell'anno due avvenimenti svegliarono il giovane ventunenne dall'età adolescenziale; Raymond Poincaré fece occupare il bacino della Ruhr e un piccolo partito, di cui il programma e lo scarso seguito suscitava ilarità in tutta Francia, prese il 2% dei voti in Germania: il Rassenpartei.
Con il passare degli anni crebbe, si trasformò in Arbeiterpartei, iniziò ad allargarsi e a ottenere consensi tra i giovani prima, in tutta la popolazione dopo.

### Il periodo della guerra
Quando nel 1940 i tedeschi occuparono la Francia molti scrittori francesi scelsero di tacere come forma di protesta nei confronti del nemico. Anche lui, al momento dell'invasione nazista, ritenne opportuno reagire con il più rigoroso silenzio creativo.
Quando tra la fine del 1932 e l'inizio del 1933 Hitler venne nominato cancelliere maturò in Vercors la convinzione che a favorire quell'infausto evento sarebbe stata l'uscita di scena forzata di Aristide Briand, il socialista Ministro degli Esteri costretto a dimettersi proprio nel 1932 per problemi di salute. Molti anni dopo Jean volle rendere omaggio a questa grande figura politica scrivendo la biografia intitolata Moi, Aristide Briand, Plon, Parigi 1981.
La repubblica di Weimar aveva appena chiesto alla Francia un forte prestito al capo del governo Pierre Laval, il quale, sollecitato dallo stesso Briand in punto di morte, lo concesse. Ma mentre quest'ultimo avrebbe accordato quel prestito senza condizioni di sorta, a titolo di solidarietà tra Francia e Germania, Laval impose che la somma restasse sotto il controllo francese. Il fatto venne preso come un'umiliazione; Weimar dovette rifiutare e fu questo uno dei motivi che, causando un'immediata carestia, portò Hitler al potere.
Finalmente ormai aveva idee politiche chiare, anche se non necessariamente inquadrate in un partito. Si avvicinò ai comunisti, ma solo per convenienza, quando ormai l'invasione era iniziata. In questo periodo accettò anche di entrare nella sezione francese dell'Intelligence Service, organizzazione che però fu subito smantellata a causa del tradimento di un giovane membro inglese. Fu da qui che ebbe inizio tutto.
Il figlio di un suo caro amico, Pierre de Lescure, era stato incaricato di trovare collaboratori per una rivista clandestina La penseè libre, di cui era uscito allora il primo numero. Fondata dai comunisti, voleva essere una rivista aperta a scrittori di ogni provenienza purché decisi a resistere.
Se Pierre e Jean accettarono subito, non fu così per numerosi altri scrittori, che non intendevano compromettersi politicamente. Di fronte a tanti rifiuti, per non vedere fallire la neonata rivista, i due decisero di redigere un intero numero da soli che invogliasse poi chi aveva esitato.
La necessità di un racconto da pubblicare in quel numero di Le penseè libre portò a Il silenzio del mare (Le Silence de la mer), primo titolo pubblicato dall'allora clandestina Éditions de Minuit a Parigi nel 1942.
Non avendo mai scritto niente prima Jean Bruller sorprese se stesso per la rapidità con cui il racconto gli uscì dalla penna.
Il giorno pattuito si recò alla sede della rivista con il manoscritto nascosto sotto il braccio. Scoprì arrivando che la Gestapo, la mattina stessa, aveva fatto irruzione perquisendo ogni cosa. Il manoscritto si era salvato per miracolo (non così per il racconto che aveva scritto contemporaneamente Lescure), ma era necessario un nuovo editore.
Nacquero allora le Éditions de Minuit. L'ex disegnatore Bruller conosceva alcune persone fidate nel ramo della tipografia. Propose a Pierre di fondare una casa editrice totalmente clandestina che diventasse organo della resistenza. Nessuno dei componenti, per maggior sicurezza, conosceva gli altri. Jean Bruller aveva vari pseudonimi. Drieu era quello che usava di preferenza, pago all'idea che se fosse successo qualcosa a subire le conseguenze sarebbe stato Pierre Drieu La Rochelle, lo scrittore collaborazionista, all'epoca direttore della Nouvelle Revue Française.
Tuttavia per l'autore di quel primo libro in corso di stampa, ci voleva un nome diverso da ogni altro, perché neppure i familiari potessero capire chi lo aveva scritto.
Il nome "Vercors" piacque a Jean per la sonorità impressionante e perché, al momento dell'invasione tedesca, egli si era trovato ai piedi del massiccio che così si chiamava. Con i compagni aveva deciso che se i tedeschi avessero attraversato l'Isère, al di là del quale erano giunti, si sarebbero imboscati sul Vercors per non essere presi prigionieri. Il nome, da allora, aveva assunto per lui un simbolo di libertà.

#### Il silenzio del mare
L'idea per il racconto nacque in Bruller da un fatto successogli poco tempo prima a Villiers-sur-Morin, il paese dove egli aveva la casa di famiglia e dove risiedette per tutto il periodo della guerra. L'ufficiale tedesco che aveva presidiato la sua abitazione, gliela aveva resa al momento dell'armistizio con la più grande civiltà. Bruller, rientrandovi, aveva trovato i tappeti rivoltati perché non si sporcassero, tutto in ordine. Di lì a poco, per strada, aveva incontrato l'ufficiale che gli aveva sorriso. Lui, come reazione istintiva, non aveva risposto al sorriso e aveva tirato dritto.
Si era pentito subito e si era ripromesso di fare almeno un cenno con il capo, se avesse dovuto incrociare ancora il tedesco.
Quando questo accadde, il caso aveva voluto che Bruller non fosse solo; un amico di principi fortissimi era al suo fianco, per il quale un saluto in risposta all'ufficiale sarebbe stato inaccettabile.
Dopo quelle due volte Bruller aveva ritenuto di non potere più cambiare atteggiamento: sorridere al terzo incontro sarebbe stato interpretato forse come un pentimento e una richiesta di scusa per i due dinieghi. Si era così imposto, per forza di cose, l'intransigenza assoluta di voltare in capo dall'altra parte ogni volta. Il tedesco, invece, aveva continuato a salutarlo cortesemente per tutto il tempo in cui la truppa era stata al villaggio.
Quel piccolo libretto di novantasei pagine nato per caso, stampato in trecentocinquanta copie e diffuso clandestinamente sotto pseudonimo, trasformò il disegnatore Jean Bruller nello scrittore Vercors. Fatto tradurre dallo stesso De Gaulle, venne paracadutato con gli aerei sull'Inghilterra perché servisse ai soldati di incitamento. Questo romanzo fece inaspettatamente la sua fortuna. Fu ristampato e diventò il simbolo della resistenza francese, ma per Vercors, con il tempo, diventò anche la sua prigione. Scrisse altri romanzi e racconti, ma per i più rimase solo l'autore di quel capolavoro. Con gli anni divenne per lui un assillo l'avere legato se stesso a un simbolo. Pativa di essere stato dimenticato come persona, era sicuro che la massa della gente lo ritenesse già morto da molto tempo, come prova il fatto che mai venne invitato a una trasmissione televisiva.
Nel 1943 ebbe pronto il suo secondo libro. Un altro romanzo breve per via del limite tassativo di novantasei pagine: Il cammino verso la stella (Le Marche à l'étoile, Éditions de Minuit, Parigi 1943). Per scrivere aveva preso ispirazione dalla storia di suo padre, che ancora quindicenne aveva lasciato l'Ungheria a piedi per tornare in Francia, patria originaria di famiglia.
Scrisse poi altri racconti sulla base delle sconvolgenti testimonianze di un amico deportato a Oranienburg (Le songe, Poésie, Parigi 1949) e miracolosamente tornato in libertà, ma il timore dell'urto emotivo di un resoconto così raccapricciante e la possibile sofferenza per tutte le famiglie che avevano congiunti nei campi lo convinsero a pubblicare il tutto dopo la guerra.
Alle conseguenze delle atrocità naziste sulla psiche di chi le aveva subite dedicò il lungo racconto Le armi della notte (Les Armes de la nuit, Éditions de Minuit, Parigi 1944), nel quale il protagonista è un superstite, tornato dal campo di Hochsworth, convinto di avere oramai perso la sua qualità di uomo, con la conclusione di ritenere che il suo degrado morale sia irreversibile.
Dopo la pubblicazione ricevette molte lettere di superstiti che si rivedevano nel personaggio del protagonista e chiedevano allo scrittore di cambiare la chiusura del racconto o di scriverne un seguito. Rifiutavano l'idea che non ci fosse un modo per ritrovare la qualità di uomo e riemergere alla vita.

### Dopo la guerra

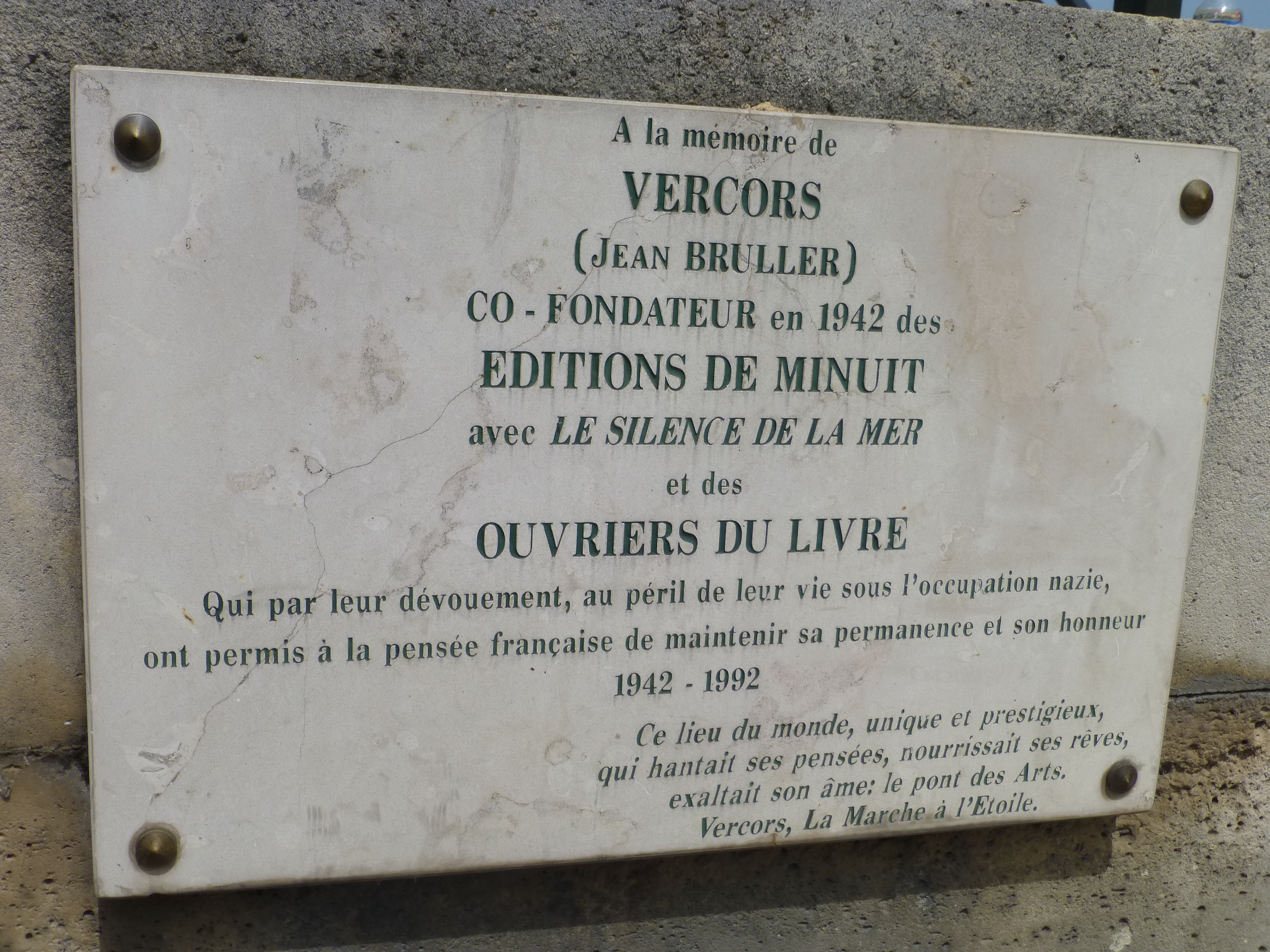
Lapide commemorativa sotto al Pont des Arts, a Parigi, sulla rive gauche.

La potenza del giorno (La puissance du jour, Albin Michel, Parigi 1951) fornì loro la possibilità di sperare ancora. Un racconto che Vercors scrisse nel 1951; gli ci erano voluti infatti quasi cinque anni per potere elaborare una riflessione filosofica sulla condizione degli esseri umani che legittimasse il riscatto del protagonista. Per giungere alla conclusione era dovuto passare dalla pubblicazione di saggi (Plus ou moins homme, Albin Michel, Parigi 1949) e dallo studio di Arthur Schopenhauer e Giacomo Leopardi.
Sempre sulla scia dello stesso pensiero scrisse Animali snaturati (Les animaux dénaturés, Albin Michel, Parigi 1952) e Sylva (Grasset, Parigi 1961).
Nel 1956 avvenne il divorzio tra lui e il partito comunista, con un libro che probabilmente fu la causa della sua marginalizzazione da parte della sinistra in generale e, di conseguenza, di tutti i mezzi di comunicazione. Con lo scritto, critico e ironico, intitolato P.P.C. (P.P.C., Albin Michel, Parigi 1957), che ironicamente trasformava in Pour Prendre Congé (per prendere congedo), intendeva congedarsi non solo dal movimento comunista ma dalla cosa pubblica nella sua interezza.
In età avanzata era andato ad abitare in uno strano alloggio, piccolo e affacciato sulla via, nell'Île de la Cité, il cuore di Parigi.
Entrando erano appesi alcuni quadri: un Monet, un Sisley, un Pissarro, due Braque, due Picasso, un Léger. Vercors lasciava che ci si sorprendesse e solo dopo spiegava; quelle tele erano copie da lui eseguite applicando alla pittura a olio la tecnica della serigrafia. Erano così perfette che una volta Picasso, posto di fronte a una dozzina di copie della sua “chitarra cubista” tra le quali si nascondeva il quadro originale, esitò a lungo fino a spazientirsi, prima di ritrovare il vero tra i falsi.
Sul finire della sua vita si occupò di traduzioni di testi teatrali, inscenando l'Amleto, il Macbeth e l'Edipo re, e di altri grandi scrittori inglesi come Coleridge ed Edgar Allan Poe.
Morì il 10 giugno 1991.

## Opere: traduzioni italiane
- Il silenzio del mare, traduzione di Natalia Ginzburg, Collana I Coralli n.21, Torino, Einaudi, 1945.
- Le armi della notte, traduzione di Natalia Ginzburg, Adele Vaudagna Marchisio e Ginetta Varisco, Torino, Einaudi, 1948. [contiene Il silenzio del mare, Il cammino verso la stella, Le armi della notte; poi con il titolo generale di Il silenzio del mare] Le Silence de la mer - La Marche à l'étoile, a cura di Franco Petralia, Milano, Mursia, 1970.
- L'imprimerie de Verdun e altri scritti, Introduzione e note a cura di Nerina Clerici, Collana Classici stranieri commentati, Messina, Principato, 1961. [contiene: Ce jour-là - Agir selon sa pansée - Amérique]
- Sylva, traduzione di Augusto Donaudy, Milano, Rizzoli, 1961.
- La zattera della Medusa, traduzione di Laura Guarino, Milano, Mondadori, 1973.
- Le parole, a cura di Frediano Sessi, prefazione di Rita Barisse-Vercors, Genova, Il melangolo, 1995.
- Animali snaturati, traduzione di Monica Capotosto, Trento, UNI Service, 2009.
- Il comandante del Prometeo, Roma, Portaparole, 2009, ISBN 978-88-89421-75-8.
- 21 ricette pratiche di morte violenta, a cura di Flavia Conti, Roma, Portaparole, 2011.